# Llavea
Llavea (лат.) — монотипный род растений семейства Птерисовые (Pteridaceae). Включает единственный вид — Llavea cordifolia.
Род назван в честь мексиканского ботаника Пабло де ла Льяве.

## Описание
Растение 60—100 см высотой, голое, с коротким косым корневищем, от которого отходят пучки вай. Черешки соразмерны с пластинкой вайи, желтовато-бурые (зеленые) до золотистого (соломенного) оттенка, у основания коричневые, с ланцетно-вытянутыми светло-желтыми (до прозрачных) чешуями, которые распределены по всему черешку. Борозда на рахисе достигает долей первого порядка. Вайи диморфные, у фертильных вай спороносная часть занимает верхнее положение. Пластинки вай и доли сегментов яйцевидные, дважды-трижды перисторассечённые.
Конечные доли вегетативных вай простые, овально-яйцевидные, цельнокрайние, до 20 мм шириной и 50 мм длиной, на черешках 2—6 мм длиной, изредка сидячие. Верхние конечные дольки вегетативных вай иногда слегка зубчатые у вершины. Верхняя поверхность конечной доли вегетативной вайи зелёная (в гербарии грязно-зеленая) и светло жёлтая (до сизой) с нижней стороны. Жилки конечной доли вегетативной вайи четко выражены, особенно срединная, слегка расширены в апикальной части.
Конечные доли спороносных вай продолговато-линейные, 40—80 мм длиной, и 2-4 мм шириной, на некрылатых черешках, 2—4 мм длиной. Стерильного окончания конечной доли спороносной вайи нет. В зрелом состоянии конечные доли спороносных вай спирализуются. Спорангии располагаются по жилкам конечной доли. В начале созревания спор спорангии тесно сближаются, образуя сплошной покров с неразличимыми очертаниями сорусов. Сорусы эллиптические, расположены вдоль края конечных долек и полностью прикрыты псевдоиндузием.